# La Fabrique de violence
La Fabrique de violence (titre original : Ondskan) est un roman autobiographique écrit par le Suédois Jan Guillou et paru en 1981.
Il a été édité en français en 1990 et depuis, le livre a été adapté pour le théâtre en France, sous la direction de Tiina Kaartama, par la compagnie La Métonymie, et la pièce est régulièrement jouée depuis 2003.
Le titre original se traduit littéralement par « Le Mal ».
 (novembre 2015).

## Résumé
Erik Ponti, un adolescent du Stockholm des années 1950, a quinze ans et toute sa vie, à la maison, où il est battu par son beau-père sadique, comme à l’école, il se construit dans la violence. Après avoir été exclu de son école pour des bagarres répétées, il est envoyé dans un internat par sa mère, qui vend pour cela une grande partie de ses biens. Quand Erik prend conscience de ce sacrifice, il décide de renoncer à ses mauvais penchants pour commencer une nouvelle vie.
Mais dès son arrivée dans la nouvelle école, réservée à une certaine élite, on lui apprend qu'au nom de « l’éducation mutuelle », les élèves les plus âgés brutalisent systématiquement les plus jeunes, dans une hiérarchie de l’âge indéfiniment perpétuée. Il est impossible d'y échapper, avec des règles qui favorisent les sévices et divers abus pour punir ceux qui désobéissent aux aînés ou qui n'exécuteraient pas leurs moindres caprices. Erik, avec sa morale de justice et d'égalité, refuse ces règles, mais devra dans sa résistance tout faire pour ne pas être renvoyé et ne pas gâcher cette dernière chance.
Guillou dénonce dans le roman un système éducatif fondé sur la loi du plus fort, invitant à une réflexion sur l’inculcation de l’ordre social et la destruction de toute révolte que portent en eux les programmes d’éducation de nos démocraties. Au centre du roman se trouvent ainsi la vengeance et la brutalité ; mais aussi l’amitié, la fraternité et la solidarité.

## Autobiographie
Jan Guillou a déclaré que La Fabrique de violence était essentiellement une histoire vraie. D'après ses dires, certains éléments de l'intrigue ont été modifiés pour rendre l'histoire plus intéressante, mais la violence et la terreur psychologique sont une toile de fond absolument véridique. En effet, l'école de Guillou, appelée Solbacka, a attiré l'attention des médias pour des cas de violence, et a fait faillite dans les années 1970, après avoir perdu tout financement public.

## Adaptation cinématographique
Le roman fut adapté au cinéma en 2003 par le réalisateur par Mikael Håfström. Le film fut nommé à l'Oscar du meilleur film en langue étrangère.
Le roman a été également adapté pour la série TV Evil diffusée sur Arte en 2024.